# Antoine Idier
Antoine Idier est un sociologue français né en 1988, spécialiste de l'écrivain et militant homosexuel Guy Hocquenghem, et plus généralement de la condition homosexuelle en France hexagonale des années 1960 aux années 1980. Il est maître de conférences à Sciences Po Saint-Germain-en-Laye et chercheur au Centre de recherches sociologiques sur le droit et les institutions pénales (CESDIP).

## Biographie
À partir du milieu des années 2000, Antoine Idier s'engage dans des études en sciences politiques à l’Institut d’Études Politiques de Lyon. Sous la direction du politologue Renaud Payre, il rédige un mémoire de 4e année sur la vie gay lyonnaise des années 70. Ce mémoire donne suite au livre Dissidanse rose. Fragments de vies homosexuelles à Lyon dans les années 70, publié en 2012 aux éditions Michel Chomarat. Le magazine LGBT+ lyonnais Hétéroclite se fait le relais de cet ouvrage qui offre un coup de projecteur sans précédent sur l'histoire homosexuelle de la ville.
En 2013, il publie également Les Alinéas au placard. L’abrogation du délit d’homosexualité (1977-1982), aux éditions Cartouche, travail issue de son mémoire de Master 2 pour lequel il est Lauréat du prix de publication de l’Institut François Mitterrand. L'essai rend compte des luttes et débats de la communauté homosexuelle parisienne autour des deux alinéas du code pénal réprimant l'homosexualité, alinéas hérités du régime de Vichy.
À la suite de son master, il enchaine sur un doctorat de sociologie sous la direction du philosophe et sociologue Didier Eribon. En 2015, il soutient sa thèse Les vies de Guy Hocquenghem. Sociologie d’une trajectoire à l’intersection des champs politiques, culturels et intellectuels français des années 60 aux années 80 à l'Université de Picardie-Jules Verne. En 2017, sa thèse donne lieu à la parution d’une biographie complète sur Guy Hocquenghem, publiée chez Fayard.
En 2022, il est commissaire de l’exposition Dans les marges à la Bibliothèque municipale de Lyon, une exposition conçue à partir du fonds Michel Chomarat, le premier fonds LGBTQI+ conservé par une institution publique en France. C'est cette même année qu'il rédige une tribune dans le Monde pour souligner des lacunes de la proposition de loi « portant réparation des personnes condamnées pour homosexualité entre 1942 et 1982 ». À la suite de cette tribune, il débute la rédaction de Réprimer et réparer. Une histoire effacée de l'homosexualité, qu'il publie en 2025 aux éditions Textuel. Cet ouvrage s’appuie entre autres sur des archives policières et judiciaires et souligne l’ampleur de la répression de l’homosexualité en France depuis le XIXe siècle.
En parallèle, il publie en 2024 l'ouvrage collectif Archives des mouvements LGBT+, une histoire de luttes de 1890 à nos jours, toujours aux éditions Textuel, dans lequel sont rassemblés 130 ans d'images et de documents d'archives queers hexagonales.
Il effectue régulièrement des lectures et rencontres, entre autres à la librairie queer parisienne Les Mots à la Bouche et à la librairie lyonnaise Le Bal des ardents.

## Publications
- Antoine Idier, Dissidanse rose. Fragments de vies homosexuelles à Lyon dans les années 70, Lyon, Lyon, Éditions Michel Chomarat, 2012, 164 p. (ISBN 2908185954)
- Antoine Idier, Les Alinéas au placard. L’abrogation du délit d’homosexualité (1977-1982), Paris, éditions Cartouche, 2013, 202 p.
- Antoine Idier, Les vies de Guy Hocquenghem. Sociologie d’une trajectoire à l’intersection des champs politiques, culturels et intellectuels français des années 60 aux années 80, Sociologie. Université de Picardie Jules Verne, 2015
- Antoine Idier, Pureté et impureté de l’art, Rennes, Sombres torrents, 2019, 65 p. (ISBN 9782490241057)
- Antoine Idier, Antonin Crenn, Régis Le Mer, Jacqueline Allemand, Serge Boarini, Dans les marges. Trente ans du fonds Michel Chomarat à la bibliothèque de Lyon., 979-10-96156-09-8, 2022
- Antoine Idier, Pochep Philippe, Résistances Queer. Une histoire des cultures LGBTQI+, 2023, La Découverte; Delcourt (ISBN 9782413048596)
- Antoine Idier, Réprimer et réparer. Une histoire effacée de l'homosexualité, Editions Textuel, 2025 (ISBN 978-2-38629-066-4)